# کارولینا (پورتوریکو)
کارولینا (به انگلیسی: Carolina) یک منطقهٔ مسکونی در ایالات متحده آمریکا است که در پورتوریکو واقع شده‌است. کارولینا ۱۵۶٫۲۹ کیلومتر مربع مساحت و ۱۷۶٬۷۶۲ نفر جمعیت دارد و ۱۶ متر بالاتر از سطح دریا واقع شده‌است.